# Euphrasia transmorrisonensis
Euphrasia transmorrisonensis là loài thực vật có hoa thuộc họ Cỏ chổi. Loài này được Hayata mô tả khoa học đầu tiên năm 1915.